# 美灰蝶族
美灰蝶族（學名：Eumaeini）是灰蝶科線灰蝶亞科裡的一個族。物種繁多，主要分佈在新熱帶界，只有少部份在古北界出沒。

## 分類
美灰蝶屬組
- 美灰蝶屬 Eumaeus
- 棗灰蝶屬 Theorema
- 帕瓦灰蝶屬 Paiwarria
- 綫繞灰蝶屬 Mithras

Brangas 屬組
- Brangas
- Thaeides（英语：Thaeides）
- Enos（英语：Enos）
- 麗灰蝶屬 Evenus
- Lamasina（英语：Lamasina）

燈欄灰蝶屬組
- 燈欄灰蝶屬 Lamprospilus
- 電灰蝶屬 Electrostrymon
- 俏灰蝶屬 Calycopis
- Arumecla
- Camissecla
- Ziegleria

聖灰蝶屬組
- 聖灰蝶屬 Thereus
- 余灰蝶屬 Rekoa
- 崖灰蝶屬 Arawacus
- 昆塔灰蝶屬 Contrafacia
- Kolana

寶綠灰蝶屬組
- 寶綠灰蝶屬 Atlides
- 虹灰蝶屬 Arcas
- 野灰蝶屬 Theritas
- 偽灰蝶屬 Pseudolycaena

雅洛灰蝶屬組
- 雅洛灰蝶屬 Allosmaitia
- Laothus（英语：Laothus）
- 綻灰蝶屬 Janthecla

環灰蝶屬組
- 環灰蝶屬 Thestius
- Bistonina（英语：Bistonina）
- Megathecla（英语：Megathecla）
- Lathecla（英语：Lathecla）

駝灰蝶屬組
- 駝灰蝶屬 Tmolus
- 迷灰蝶屬 Ministrymon
- Nicolaea（英语：Nicolaea）
- Exorbaetta（英语：Exorbaetta）
- Gargina（英语：Gargina）
- 溪灰蝶屬 Siderus
- 鞘灰蝶屬 Theclopsis
- Ostrinotes（英语：Ostrinotes）
- Strephonota（英语：Strephonota）

潘灰蝶屬組
- 潘灰蝶屬 Panthiades
- 酒灰蝶屬 Oenomaus
- Porthecla（英语：Porthecla）
- Thepytus（英语：Thepytus）
- Ignata（英语：Ignata）
- 葩灰蝶屬 Parrhasius
- 米奇灰蝶屬 Michaelus
- 奧倫灰蝶屬 Olynthus
- 螯灰蝶屬 Strymon

慧灰蝶屬組
- 慧灰蝶屬 Hypostrymon
- 尼梭灰蝶屬 Nesiostrymon
- Marachina（英语：Marachina）
- Apuecla（英语：Apuecla）
- Balintus（英语：Balintus）
- 奧拜灰蝶屬 Aubergina
- Terenthina（英语：Terenthina）
- Celmia（英语：Celmia）
- Dicya（英语：Dicya）
- Iaspis（英语：Iaspis）
- Trichonis（英语：Trichonis）

灑灰蝶屬組
- 灑灰蝶屬 Satyrium
- 暗灰蝶屬 Phaeostrymon
- 邀灰蝶屬 Ocaria
- 細紋灰蝶屬 Chlorostrymon
- Magnastigma（英语：Magnastigma）

艾灰蝶屬組
- 艾灰蝶屬 Erora
- Semonina（英语：Semonina）
- 查灰蝶屬 Chalybs
- 合灰蝶屬 Symbiopsis

卡灰蝶屬組
- 卡灰蝶屬 Callophrys
- 穹灰蝶屬 Cyanophrys

米莰灰蝶屬組
- 米莰灰蝶屬 Micandra
- 伊普灰蝶屬 Ipidecla
- Johnsonita（英语：Johnsonita）
- Brevianta（英语：Brevianta）
- Timaeta（英语：Timaeta）
- Rhamma（英语：Rhamma）
- Phothecla（英语：Phothecla）
- Salazaria（英语：Salazaria）
- Temecla（英语：Temecla）
- Penaincisalia（英语：Penaincisalia）
- Podanotum（英语：Podanotum）
- Busbiina（英语：Busbiina）